# Циперновский, Карой

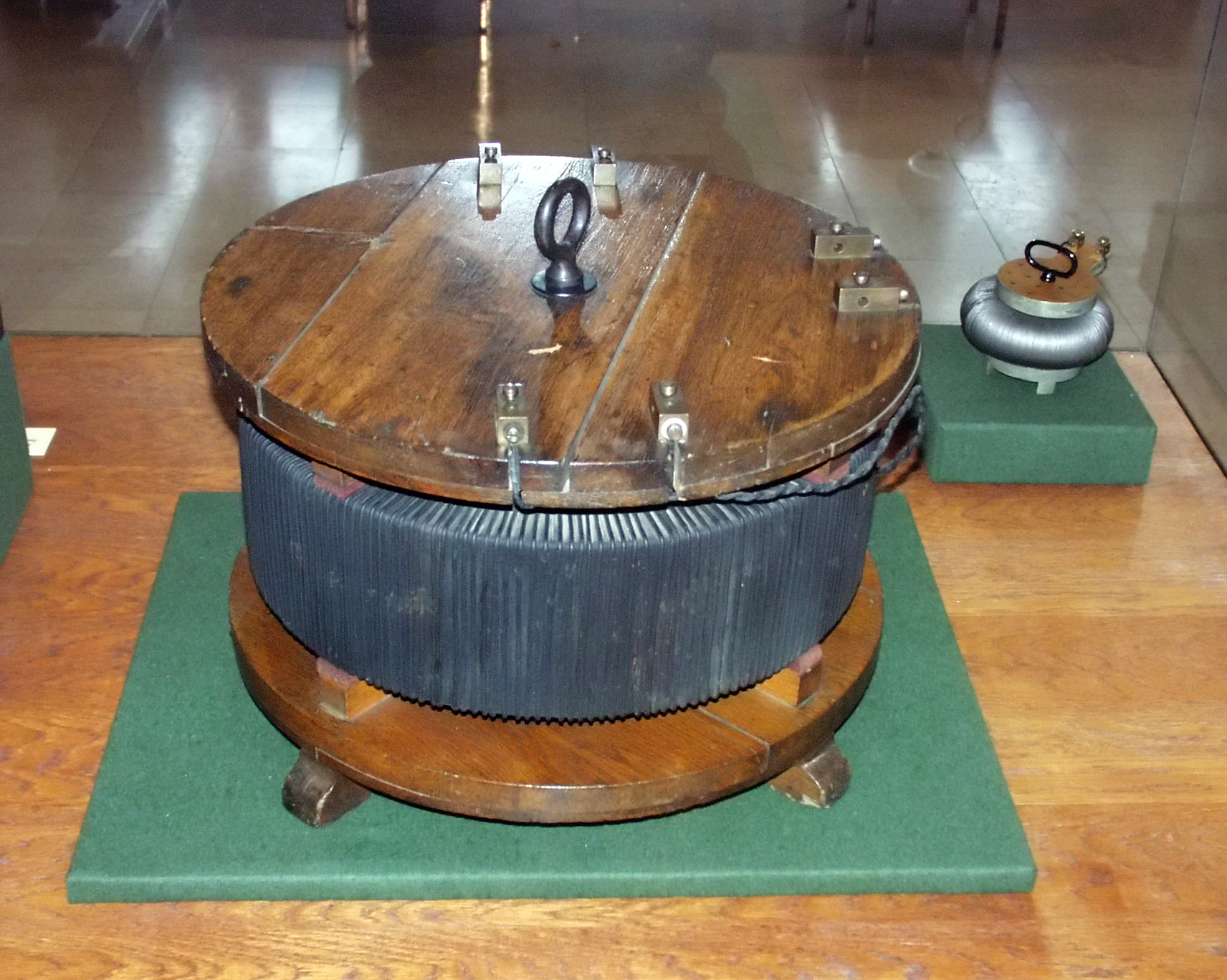
Трансформатор 1885

Карой Циперновский (Зиперновский)  (венг. Zipernowsky Károly; 4 апреля 1853, Вена, Австрийская империя — 29 ноября 1942, Будапешт) — венгерский инженер-электрик, изобретатель в области электротехники, один из разработчиков трансформатора. Член-корреспондент Венгерской академии наук (с 1893), председатель Союза венгерских электротехников (1905).

## Биография
В 1878 году получил диплом об окончании высшей технической школы в Будапеште (с 1893 — профессор там же). С 1878 года — руководитель электротехнического отделения машиностроительной фирмы «Ганц и К°». Совместно с Микшей Дери разработал систему распределения однофазного переменного тока с использованием параллельного включения первичных обмоток индукционных аппаратов.
В 1885 году он совместно с Микшей Дери и Отто Блати получил патент на трансформатор с замкнутым магнитопроводом; трансформатор, который первоначально назывался вторичным генератором, механически был построен в соответствии с обратным принципом современных трансформаторов: катушки проводников наматывались вокруг твёрдого ядра, состоящего из немагнитного материала, поверх которого укладывались толстые слои железной проволоки, образуя ферромагнитную оболочку. Благодаря компании Ganz & Cie это устройство распространилось по всему миру.
Кроме того, на заводе Ганца им проводились эксперименты: по решению проблем и электрического освещения литейного цеха завода с помощью дуговых ламп собственной конструкции, изготовленных на заводе. После первых экспериментов он спроектировал дуговые лампы, способные светить в течение 8 часов. В 1879 году фасад дворца Сберегательного банка был освещён дуговыми лампами. Также во время наводнения в Сегеде люди работали при свете ламп, произведенных на этом заводе.
Тем временем на заводе Ганца проводились эксперименты: Циперновский решил проблему электрического освещения литейного цеха завода Ганца с помощью дуговых ламп собственной конструкции, изготовленных на заводе. После первых экспериментов он спроектировал дуговые лампы, способные светить в течение 8 часов. В 1879 году фасад дворца Сберегательного банка на площади Кальвина был освещен дуговыми лампами. Также во время наводнения в Сегеде люди работали при свете ламп, произведенных на этом заводе.
В 1882 году зажёгся свет разработанный им в Национальном театре Будапешта. После Лондона и Брно это был третий театр в мире, в котором было электрическое освещение.
Похоронен на кладбище Фаркашрети.